# 北京航天飞行控制中心

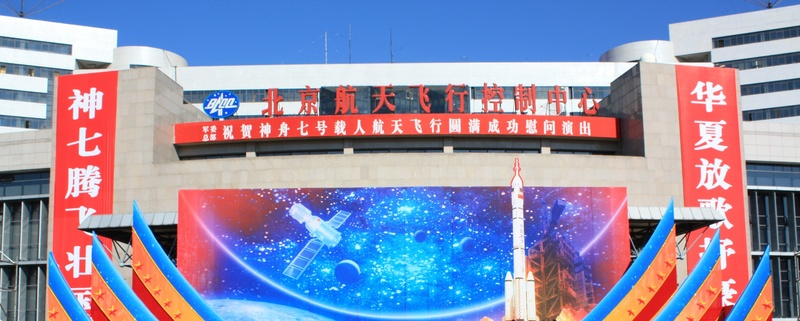
北京航天飞行控制中心

北京航天飞行控制中心（英語：Beijing Aerospace Control Center, BACC），原名北京航天指挥控制中心（英語：Beijing Aerospace Command and Control Center, BACCC）是中国载人航天工程和深空探测工程飞行控制任务的指挥中心。控制中心位于北京市海淀区航天城内，隶属于中国人民解放军军事航天部队

## 简介
北京航天指挥控制中心成立于1996年3月，其建设工程同年在北京西北郊的一块稻田上破土动工。1998年11月，北京航天指挥控制中心开始试运行，成为中国首个、世界第三个能够进行透明控制、高精度实时定轨、处理高速数据、支持可视化测控和传输清晰图像的现代飞行控制中心。党和国家领导人江泽民、李鹏、朱镕基等人以及军队领导人先后视察了控制中心。1999年，中国载人航天工程立项7年之后，神舟一号飞船在该中心的飞行控制下在太空飞行。此后，该中心执行了历次无人飞行、载人飞行、探月飞行任务。2005年，该中心更名为“北京航天飞行控制中心”。
2005年10月12日，党和国家领导人胡锦涛、贾庆林、曾庆红、吴官正等人来到北京航天飞行控制中心，观看神舟六号载人飞船发射实况。2005年10月15日，中共中央总书记、国家主席、中央军委主席胡锦涛来到北京航天飞行控制中心，同正在太空飞行的神舟六号载人飞船上的航天员费俊龙、聂海胜实时通话。2008年9月27日，中共中央总书记、国家主席、中央军委主席胡锦涛来到北京航天飞行控制中心，观看神舟七号中国航天员首次出舱活动实况。2012年6月26日，中共中央总书记、国家主席、中央军委主席胡锦涛来到北京航天飞行控制中心，同正在天宫一号进行科学实验的神舟九号航天员景海鹏、刘旺、刘洋通话。2013年6月24日，中共中央总书记、国家主席、中央军委主席习近平来到北京航天飞行控制中心，同正在天宫一号执行任务的神舟十号航天员聂海胜、张晓光、王亚平通话。2013年12月15日，中共中央总书记、国家主席、中央军委主席习近平，中共中央政治局常委、国务院总理李克强来到北京航天飞行控制中心观看嫦娥三号着陆器、巡视器互拍成像。
2024年4月，中央军委撤销战略支援部队番号，北京航天飞行控制中心编入中国人民解放军军事航天部队。

## 历任领导
| 北京航天飞行控制中心主任 - 夏长法 大校（1996年1月－？） - 席 政 大校（？－2006年） - 朱民才 大校（2006年－2010年） - 陈宏敏 大校（2010年－2016年） - 李剑 大校（2016年－） | 中国共产党北京航天飞行控制中心委员会书记 - 孙保卫 大校（2000年－2006年） - 张声远 大校（2006年1月－2009年6月） - 刘清华 大校（2009年－2013年） - 林玉南 大校（2013年－2016年） - 褚宏彬 大校 －> 少将（2016年－） |